# ディプロケルキデス
ディプロケルキデス (Diplocercides) は、約3億9700万- 約3億5900万年前（古生代デボン紀中期から石炭紀にかけて）の海に生息していた硬骨魚類の一種（属）。
肉鰭綱-総鰭亜綱（シーラカンス亜綱）- シーラカンス目に属し、ディプロケルキデス科を1属1種で構成する。
現生のシーラカンス、すなわちラティメリア属 (genus Latimeria) の祖先の中で最初期の種の一つ。

化石は、ドイツ、アイルランド、ポーランド、ノルウェー領スピッツベルゲン島、イラン（、そしておそらく南アフリカ）から発見されている。